# Tragedia bristolska, czyli śmierć pana Karola Bawdina
Tragedia bristolska, czyli śmierć pana Karola Bawdina (Bristowe Tragedie: Or The Dethe Of Syr Charles Badwin) – ballada angielskiego poety Thomasa Chattertona, napisana archaizowanym językiem i wystylizowana na utwór znacznie starszy niż w rzeczywistości była. Utwór składa się ze zwrotek czterowersowych. Opowiada o ścięciu z rozkazu króla Edwarda rycerza Karola Bawdina. Na język polski przełożył ją miarą oryginału (jambem) Jan Kasprowicz i zamieścił w swojej autorskiej antologii Poeci angielscy z 1907.

«Umrzemy wszyscy» — Bawdin rzekł —
Najmniejszy to mój żal,
Za to, ma duszo, dzięki złóż,
Chrystusa Pana chwal!